# Альте Вахе (Потсдам)

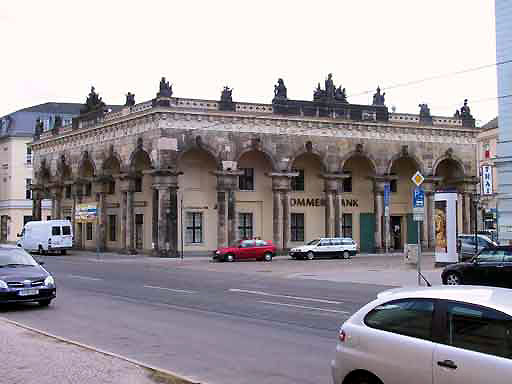

Старая кордегардия (нем. Alte Wache) — здание гауптвахты в Потсдаме, построенное в 1795—1797 годах по проекту архитектора Андреаса-Людвига Крюгера (нем. Andreas-Ludwig Krüger). Внутри находилось караульное помещение, а на верхнем этаже комнаты для монтировки патронов. Богатое скульптурное украшение аттика и фасада восходит к братьям И. Ц. и М. Ц. Волерам (J.C. und M.C. Wohler). Главные фигуры символизируют военное искусство. История архитектуры свидетельствует, что это был личный подарок короля Фридриха Вильгельма II и предназначался своему бывшему полку «Принц Пруссии» (Prinz von Preussen). Сегодня всё здание арендует Коммерцбанк (Commerzbank AG).